# Bobo (tecknad serie)
Bobo är en svensk tecknad antropomorf fabeldjursserie för barn, skapad och tecknad av Lars Mortimer. Serien gavs ut i en egen serietidning med samma namn, från 1978 till 1989, och dess huvudperson Bobo är en trollbjörn, en liten ljust gulbrun figur med en fjäderprydd grön hatt, som han aldrig tar av.
Bobo bor i sin grotta, Bogrottan, i skogen Storskogen, tillsammans med sina vänner Gnutten, dockan Klara (som dock senare flyttar tillbaka in till stan hon kommer ifrån), och korpen Hugge. Bobos främsta tillgång, som oftast är det som räddar honom ute på äventyr eller när han ska hjälpa sina vänner, är en förtrollad kikare som kallas Flaxkikaren. Läser man formeln "Vrid ringarna till max, så de bildar ordet flax", samtidigt som man vrider namngivna ringar på kikaren på just det sättet, förflyttas man till platsen som man kikar på i kikaren. Ett annat kännetecknande drag för huvudpersonen är att han är omåttligt förtjust i gurka i alla dess former, vilket han därför förstås också odlar själv. Bobos farfarsfarfar är sjökaptenen Bobo den tredje, vilket borde betyda att Bobo är Bobo den sjunde.
Serien utspelar sig till största delen i Storskogen, och innehåller inte sällan väsen från svensk folktro som näcken, huldran, elaka vättar och troll, och egna fantasifigurer som gnuttarna och deras antagonist gnuttätaren.

## Utgivning

### Serietidning
Enligt en intervju med Lars Mortimer ur tidskriften Bild & Bubbla 2/1979, hade han sysslat med tanken på att göra en serie för barn ända sedan kring 1975. När förlaget Semic, där Mortimer jobbade som redaktör, sedan sålde barntidningarna Bamse och Pellefant till Atlantic Förlag och behövde en serie som ersättare, fick Mortimer sin chans med Bobo.
Serietidningen Bobo gavs ut från 1978 till 1989, och serien gavs också vid flera tillfällen ut i julalbum. 1985 började tidningen Gnutten & c:o, med figurer från serien Bobo, att ges ut parallellt med tidningen Bobo. Från andra halvåret 1988 gavs tidningen ut under namnet Bobo och gnuttarna, efter att Gnutten & Co gått upp i tidningen Bobo.
Därefter gavs en tidning med gnuttarna ut på nytt, denna gången under namnet Gnuttarna, men tidningen kom endast ut i sex nummer 1990 för att sedan läggas ned. Serier med Bobo och resten av figurgalleriet fortsatte också direkt efter nedläggningen av Bobo och gnuttarna att publiceras i barnserietidningen Goliat, som vid denna tid också gavs ut av Semic. Bobo medverkade med ett avsnitt om två sidor i varje tidning från och med nummer 9 1989, tills även tidningen Goliat lades ner i och med nummer 10 1990.

### Kassettband
Bobo gavs också ut som berättelse på band under 1986, med röster av Bert-Åke Varg, Henry Bronett, Robert Bronett, Gunnar Ernblad, Ingvar Relde.

## Figurer

### Huvudfigurer (1978–1984)
Bobo (första framträdande 78/1)
Björnen Bobo, ättling till Bobo den tredje, bor i Bogrottan som ligger i Storskogen. Bobo är nästan alltid iförd grön hatt med en fjäder, och han äter gärna gurka. Han kallar sig själv för skogens väktare. Ett rykte säger att Bobo är hälften björn och hälften troll. Bobo måste vara mätt för att kunna tänka. Bobo har en tavla vid sin säng med texten: "Morgonstund har gurka i mun".
Klara (78/1)
Dockan Klara kommer från stan, och bodde under en period i Bogrottan med Bobo. I Bobo 10-1979 misshandlar Klara dockpojken Leonard när han påstår att hon, till skillnad from honom, är "rätt enkel". Senare flyttar Klara tillbaka till stan men kommer ofta till Storskogen på besök. Klara gillar inte höjder.
Hugge (78/1)
Det händer ibland att den kloka korpen Hugge tänker på hur han gör när han flyger. Då glömmer han bort hur man flyger, vilket ofta medför att han faller till marken. Han bor i Bogrottan med Bobo och Klara.
Gnutten & Gnuttarna (78/2)
"Gnutten" kallas en gnutt som bor ensam hos Bobo, och ibland kallas Bobo-gnutten, till skillnad från de övriga gnuttarna som bor i Gnuttbyn. Gnuttarna äter gärna morötter och äpplen. Om de tillreds tillsammans till en sallad kallas det "Moppelsallad". Gnuttarnas farligaste fiende är troligen Gnuttätaren (se nedan), men de har även jagats av knorrjägaren Rudolf Knorr (som kallade gnuttarna för "skogsknorrar"). Gnuttarna hade mellan 1985 och 1988 en egen serietidning kallad Gnutten & C:o. När denna lades ner bytte tidningen Bobo namn till Bobo och gnuttarna, som efter nedläggningen följdes av tidningen Gnuttarna.
Mickel (78/2)
Mickel Smarting är en räv som bor i sin lya. Han hittar ofta på mindre hyss.
Resare-Frasse (78/1)
Hunden och äventyraren Frasse (Frass) är en globetrotter som ibland kommer på besök till Storskogen och som berättar om sina resor. När Resare-Frasse kommer tillbaka från sina utlandsresor brukar han ha med sig en mängd spännande saker. Ibland får Bobo dessutom hjälpa Frasse när han hamnar i trubbel i främmande land. I tidningen Bobo hade Resare-Frasse ibland ett inslag, inte helt olikt Bamses skola, där han berättar om skiftande ämnen från världen.
Verkar'n (78/7)
Snickarn och brunbjörnen Verkar'n bor i sin stuga med vattenhjulet vid ån tillsammans med sina busungar Nubb och Stubb.
Skummisarna (78/7)
Tre skummisar som ställer till oreda för Bobo och de andra i skogen. Skurkgänget består av grisen Zork, råttan Rådis (som tycker att Bobo är en mesig fjant och en mallgroda) och hunden Öhrnie. Råttis ville bli läkare som liten.

### Nya huvudfigurer (1984–)
Racke Räv (84/5)
Den jättefräcke Racke Räv hittar alltid på skurkstreck, ofta tillsammans med Skummisarna.
Elmer (84/8)
Elmer Älg är poet.
Råttilia (84/8)
Råttan Råttilia är en parant råttgumma som bor i en stubbe i Storskogen. Hon kallas ibland för skogens egen stålmormor.
Frida (84/11)
Trollbjörnen Frida bor i sin trädkoja i Storskogen. Förutom Bobo är Frida den enda samtida trollbjörnen (förfäder till Bobo nämns också) som figurerar i serien. Till skillnad från Bobo går Frida barhuvad, och har långt blont hår som går ner i lugg framför ena sidan av ansiktet, uppsatt i två tofsar på sidan av huvudet. Dessutom har Frida ett enklare grönt kjoltyg sammansatt med knapp runt höfterna. Frida tillhör inte det ursprungliga figurgalleriet i serien. Efter att dockan Klara flyttat tillbaka till stan dyker Frida upp och ersätter Klara i rollen som huvudsakligt kvinnligt sällskap åt Bobo.

### Mindre framträdande figurer
Ugglan (78/5)
Ugglan är en bokläst Uggla, som har god bildning, men kanske än godare självförtroende. Till Ugglan kunde läsare ställa frågor och få svar i många varierade ämnen.
Gnuttätaren (80/1)
Den gröna Gnuttätaren jagar gnuttar, men får oftast gå hungrig. 
Bland övriga mer tillfälliga figurer kan Eremiten, som lagade Bobos Flaxkikare, och Bergtrollen, Kung Tramses (sonsons sonson till Troje, som räddades från labyrinten Trojeborg av Bobo den tredje), drottningen och Prins Truls, som skänker Bobo sin trollring, nämnas, liksom Näcken, Love Lodjur, Roger Mård, Snoken Alvar, igelkotten Pigge, dockpojken Leonard, trollkarlen Hux Flux och hans talande träd Barkis, knorrjägaren Rudolf Knorr, Anton syrsa, Sture Grävling, skogsmössen, kattungen Tigern, Billy bäver, Fåntrattarna och Gurkätaren.

## Objekt

### Flaxkikaren
Bobo har en magisk kikare, Flaxkikaren, med vilken han kan förflytta sig över imponerande avstånd. Flaxkikaren hittade Bobo i ett rum fyllt med saker efter sin ättling Bobo den tredje. Flaxkikaren har han sedan på en hylla i Bogrottan, men när han är ute har han den under hatten.
I ett avsnitt går kikaren sönder, men lagas av Eremiten. Kikaren måste efter detta laddas upp med ljus för att fungera.
| ”                                      | Vrid ringarna till max, så dom bildar ordet FLAX! | „ |
| – Formeln för att aktivera Flaxkikaren |                                                   |   |

## Platser
På en karta över Storskogen som publicerades i Bobo 11-1986 nämns platser som Skummisarnas tillhåll, Spökruinen (eller "den gamla ruinen), Dimmiga bergen, Hemliga svart-tjärn (eller "svarta tjärnen"), Branta klippan, Bergatrollens grottor, Trollskogen, Ängen och Resten av världen.
Andra ställen som nämns är Staden ("Storstan"), vilda älven och labyrinten Trojeborg.

## Lista över avsnitt

### Bobo, serietidning
| Nummer | Titel                                |
| ------ | ------------------------------------ |
| 78/1   | Bobo och Flaxkikaren                 |
| 78/1   | Bobo möter Klara                     |
| 78/1   | Bobo och Hugge Korp                  |
| 78/2   | Bobo möter Tjing-Tjong               |
| 78/2   | Bobo och svamparna                   |
| 78/2   | Bobo och laxarna                     |
| 78/3   | Bobo hjälper tigrarna                |
| 78/3   | Bobo skrämmer guldjägarna            |
| 78/3   | Bobo möter Mickel Smarting           |
| 78/4   | Påskäggstävlingen                    |
| 78/4   | Bobo och bilen                       |
| 78/4   | Gnuttarnas historia                  |
| 78/5   | Bobo och gurr-gurkan                 |
| 78/5   | Klara och älvdansen                  |
| 78/5   | Hugge lurar ugglan och hjälper Bobo  |
| 78/6   | Midsommarfesten                      |
| 78/6   | Gnutten och vägfararen               |
| 78/7   | Bobo lurar skummisar                 |
| 78/7   | Bobo och hopptävlingen               |
| 78/7   | Bobo och väderraketerna              |
| 78/8   | Bobo på kostigen                     |
| 78/8   | Hugge får pippi                      |
| 78/8   | Bobo och överraskningen              |
| 78/9   | Mickel Smarting - fartdåren          |
| 78/9   | Gnuttarna och de elaka klossarna     |
| 78/9   | Bobo i underjorden [del 1]           |
| 78/10  | Bobo och skogstrubaduren             |
| 78/10  | Bobo i underjorden [del 2]           |
| 78/11  | Besök ifrån rymden                   |
| 78/11  | Bobo och saltgurkorna                |
| 78/11  | Gnuttarna och de hungriga sorkarna   |
| 78/12  | Bobo och Kung Bore                   |
| 78/12  | Mickels goda gärning                 |
| 78/12  | Gnuttarna och den stora dagen        |
| 78/12  | Bobo och en glad överraskning        |
| 79/1   | Bobo och jägaren                     |
| 79/1   | Snoken Alvar                         |
| 79/1   | Bobo - fiolmästaren                  |
| 79/2   | Flaxkikaren försvinner               |
| 79/2   | Hugge lever farligt                  |
| 79/2   | Blåbär till tusen!                   |
| 79/3   | Bobo möter Hux-Flux                  |
| 79/3   | Vårstädningen                        |
| 79/3   | Gnutten på hal is                    |
| 79/4   | Bobo i bur                           |
| 79/4   | Klara fixar grannsämjan              |
| 79/5   | Bobo möter Hemska hunden             |
| 79/5   | Bobo i gurkknipa                     |
| 79/5   | Gnutten i kottkrig                   |
| 79/6   | Klara möter trollen                  |
| 79/6   | Danstävlingen                        |
| 79/6   | Bobo bland molnen                    |
| 79/7   | Bobo och Tuffa katten                |
| 79/7   | Bobo möter myrkungen                 |
| 79/7   | Bobo och önsketrädet                 |
| 79/7   | Klara och lysmaskarna                |
| 79/8   | Smörgåstävlingen                     |
| 79/8   | Gnuttarna får besök                  |
| 79/8   | Bobo och den nya stolen              |
| 79/9   | Leksaksfabriken                      |
| 79/9   | Bobo och Ostkalaset                  |
| 79/9   | Cykeltornadon                        |
| 79/10  | Trädhuset                            |
| 79/10  | Klara och dockpojken                 |
| 79/11  | Gnutten och den magiska pennan       |
| 79/11  | Bobo och streckgubbarna              |
| 79/11  | Bobo fixar allt                      |
| 79/12  | Mirakelgranen                        |
| 79/12  | Frasses frön                         |
| 79/12  | Hemliga tunneln                      |
| 79/12  | Snögubbetävlingen                    |
| 80/1   | Bobo och den flygande mattan         |
| 80/1   | Gnuttarna och gnuttätaren            |
| 80/2   | Bobo tar semester                    |
| 80/2   | Gnutten och snötärningarna           |
| 80/3   | Anden i krukan                       |
| 80/3   | Skogsmössen och Snöbollskriget       |
| 80/3   | Bobo hjälper våren                   |
| 80/4   | Bobo och Mickel Angelo               |
| 80/4   | Bobo och spöket                      |
| 80/4   | Bobo och flaxkikaren                 |
| 80/5   | Bobo och färgtjuven                  |
| 80/5   | Gnuttarnas busliv                    |
| 80/5   | Bobo går vilse                       |
| 80/6   | Bobo och flygsoppan                  |
| 80/6   | Gnuttarna och Knorrjägaren           |
| 80/6   | Hugge Korp och Anton Syrsa           |
| 80/7   | Bobo och skogsolympiaden             |
| 80/7   | Bäckhoppningen                       |
| 80/7   | Simningen                            |
| 80/7   | Mickel                               |
| 80/8   | Bobo och trollringen                 |
| 80/8   | Bobo och Tigern                      |
| 80/8   | Hugges farliga flygfärd              |
| 80/9   | Mickel och Trollpackan               |
| 80/9   | Resare-Frasse på upptäcktsfärd       |
| 80/9   | Bobo och Proppmätta bävrarna         |
| 80/10  | Bobo och gnuttarnas missväxt         |
| 80/10  | Mickel och tunnan                    |
| 80/10  | Bobo och kul kulor                   |
| 80/11  | Bobo och Vargio Lanza                |
| 80/11  | Gnuttarna och såpbubblorna           |
| 80/11  | Bobo och ökenvandringen              |
| 80/12  | Bobo och julfesten                   |
| 80/12  | Gnutten blir kidnappad               |
| 80/12  | Bobo och Bergatrollet                |
| 80/12  | Bobo och slängkälken                 |
| 81/1   | Bobo i stenåldern                    |
| 81/1   | Bobo och snåljåparna                 |
| 81/1   | Mickel bygger igloo                  |
| 81/2   | Bobo och skidtävlingen               |
| 81/2   | Mickel surfar                        |
| 81/2   | Bobo i spegelvärlden                 |
| 81/3   | Bobo och vårstädningen               |
| 81/3   | Bobo på flygtur                      |
| 81/3   | Gnuttarna och herr Duktig            |
| 81/4   | Bobo och Skrämmaren                  |
| 81/4   | Bobo på styltor                      |
| 81/4   | Klara vaknar på fel sida             |
| 81/5   | Bobo och hemligheten                 |
| 81/5   | Bobo och presenten                   |
| 81/5   | Bobo och Lurius                      |
| 81/6   | Bobo och ishärskaren                 |
| 81/6   | Mickel åker i fällan                 |
| 81/6   | Klara - en riktig fuling             |
| 81/7   | Bobo en riktig drulle                |
| 81/7   | Mickel får tandvärk                  |
| 81/7   | Klara och dockfångaren               |
| 81/7   | Bobos favoritsmörgås                 |
| 81/7   | Hugges nya sovpinne                  |
| 81/8   | Klara och jätten                     |
| 81/8   | Bobo och bergsvargarna               |
| 81/8   | Bobo och vindarna                    |
| 81/9   | Bobo och gurkbadet                   |
| 81/9   | Bobo och trollpojken                 |
| 81/9   | Gnutten och gungan                   |
| 81/10  | Bobo och trolltårtan                 |
| 81/10  | Bobo ger igen                        |
| 81/10  | Klara spökar                         |
| 81/10  | Mickel slår världsrekord             |
| 81/11  | Bobo i kanonform                     |
| 81/11  | Bobo får som han vill                |
| 81/11  | Bobo och monsterfångaren             |
| 81/11  | Mille skogsmus                       |
| 81/12  | Bobo och Ping-Pong                   |
| 81/12  | Bobo blir insnöad                    |
| 81/12  | Mickel under isen                    |
| 81/12  | Bobo och björnarna                   |
| 81/12  | Skrockräven                          |
| 81/13  | Bobo och jultjuven                   |
| 81/13  | Gnuttarna får julbesök               |
| 81/13  | Bobo och snögnuttarna                |
| 82/1   | Mickel flytta hemifrån               |
| 82/1   | Bobo och mystiska molnet             |
| 82/1   | Bobo drar i repet                    |
| 82/2   | Bobo och jägarna                     |
| 82/2   | Skräpkriget                          |
| 82/2   | Flax med oflax                       |
| 82/2   | Busråttorna                          |
| 82/3   | Bobo och orienteringen               |
| 82/3   | Den felande fiolen                   |
| 82/3   | Gnutten får revansch                 |
| 82/4   | Flaxduellen                          |
| 82/4   | Bobo med flax                        |
| 82/4   | Trollmors tvärtomsoppa               |
| 82/5   | Bobo och kristallkulan               |
| 82/5   | Mickels drömblomster                 |
| 82/5   | Mickel skriver brev                  |
| 82/6   | Bobo och huldran                     |
| 82/6   | Gnutten och morotstävlingen          |
| 82/6   | Klara byter stil                     |
| 82/7   | Mickel och snurreburr                |
| 82/7   | Gnuttarna badar                      |
| 82/7   | Klaras överraskning                  |
| 82/7   | Mickels mästerverk                   |
| 82/7   | Bobo på joggingtur                   |
| 82/8   | Specialgurkorna                      |
| 82/8   | Klara och vättarna                   |
| 82/8   | Gnutten som cowboy                   |
| 82/9   | Den svarta hatten                    |
| 82/9   | Det stora glasskalaset               |
| 82/9   | Mickel byter stil                    |
| 82/9   | Bobo och trolltjärnen                |
| 82/10  | Mickel och väderraketen              |
| 82/10  | Bobo i gurktrubbel                   |
| 82/10  | Gnutten motionerar                   |
| 82/11  | Bobo tar semester                    |
| 82/11  | Bobo hugger ved                      |
| 82/11  | Gnuttarna på spången                 |
| 82/11  | Bobo och jättegöken                  |
| 82/12  | Gurkätaren                           |
| 82/12  | Klara byter frisyr                   |
| 82/12  | Gnuttspannet                         |
| 82/12  | Mickel i myrvägen                    |
| 82/13  | Bobo och gråtomten                   |
| 82/13  | Klara och snögurkan                  |
| 82/13  | Trollträdet                          |
| 82/13  | Rutschkanan                          |
| 83/1   | Bobo och svarta hålen                |
| 83/1   | Mickels forsfärd                     |
| 83/1   | Gnutten och regnmolnet               |
| 83/2   | Trollpälsen                          |
| 83/2   | Bobos mardröm                        |
| 83/2   | Bobo flyger drake                    |
| 83/2   | Klaras överraskning                  |
| 83/3   | Rävjakten                            |
| 83/3   | Katt och råtta                       |
| 83/3   | Bobo och Aprilskämtet                |
| 83/3   | Klara som docka                      |
| 83/4   | Bobo får en överraskning             |
| 83/4   | Hugge Korp i knipa                   |
| 83/4   | Mickel och guldmyntet                |
| 83/5   | Bobo och hemliga tjärnen             |
| 83/5   | Bobo och vårfloden                   |
| 83/5   | Gnutten går vilse                    |
| 83/6   | Bobo tappar hatten                   |
| 83/6   | Bobo och månstrålen                  |
| 83/6   | Bobo och flaxutflykten               |
| 83/7   | Bobo och flygande fisken             |
| 83/7   | Gnuttarna och regnbågen              |
| 83/7   | Bobo träffar åskan                   |
| 83/7   | Klara och trollmaten                 |
| 83/7   | Bobo blir biten                      |
| 83/8   | Bobo tappar fjädern                  |
| 83/8   | Klara blir bergtagen                 |
| 83/8   | Gnuttarna och trollpojken            |
| 83/9   | Bobo och mångubben                   |
| 83/9   | Gnuttarnas höstskörd                 |
| 83/9   | Bobo träffar årstiderna              |
| 83/9   | Bobo i gurktagen                     |
| 83/10  | Bobo i myrvärlden                    |
| 83/10  | Bobo och de förtrollade snöflingorna |
| 83/10  | Stora hjälparedagen                  |
| 83/11  | Bobo och den stora festen            |
| 83/11  | Klaras mardröm                       |
| 83/11  | Hugge korp och hittebarnet           |
| 83/11  | Gnuttarna träffar N'Gutten           |
| 83/11  | Gnutten på svamputflykt              |
| 83/12  | Bobo i drömlandet                    |
| 83/12  | Mickel Smartings förvandling         |
| 83/12  | Gnuttarna i underjorden              |
| 83/12  | Klaras nya halsband                  |
| 83/13  | Troll i julfirandet                  |
| 83/13  | Snömannen                            |
| 83/13  | Klöver och Timotej                   |
| 84/1   | Bobos julgransplundring              |
| 84/1   | Hugge Korp blir kär                  |
| 84/1   | Bobo och arga björnen                |
| 84/1   | Bobo och skogsanden                  |
| 84/2   | Bobo och bäckungen                   |
| 84/2   | Mickels supergrävare                 |
| 84/2   | Gnuttarnas jättemorot                |
| 84/3   | Bobo och ådjuret                     |
| 84/3   | Bobo på hal is                       |
| 84/3   | Bobo och nattmackan                  |
| 84/3   | Gnuttätaren kommer tillbaka          |
| 84/4   | Bobo och myskoxen                    |
| 84/4   | Bobo och Klara möter myrlingarna     |
| 84/4   | Bobo räddar nystrollet               |
| 84/4   | Gnuttarna tar priset                 |
| 84/5   | När Racke Räv blev Räven Hood        |
| 84/5   | Bobo och TV                          |
| 84/5   | Bobo blir jättearg                   |
| 84/5   | Gnuttarna och den farliga isbjörnen  |
| 84/6   | Bobo och sjöhästarna                 |
| 84/6   | Mickel för en tavla                  |
| 84/6   | Bobo och spökstigen                  |
| 84/6   | Bobo och Linus busar                 |
| 84/7   | Bobo hos vikingarna                  |
| 84/7   | Bobo och den farliga midsommardansen |
| 84/7   | Jakten på Bobo                       |

### Nya Bobo, serietidning
| Nummer | Titel                          | Sammanfattning |
| ------ | ------------------------------ | --- |
| 84/8   | Nelson Räv rensar upp!         | Racke Räv klär ut sig till sjörövaren Nelson Räv, lånar Mickels båt och går till attack mot Skummisarnas ö, där Bobo är tillfångatagen. |
| 84/8   | Flaxkikaren går i kras         | Racke skrämmer Bobo när han ska till att använda flaxkikaren så att Bobo far in i ett träd och flaxkikaren går sönder. Hugge misslyckas med att laga den, men läser i Bobo II:s dagbok om eremiten Ooh Nöö (en skylt kallar honom dock Ooo Möh) som tillverkar kraftljus och kan få flaxkikaren att fungera igen. Men efter det måste flaxkikaren laddas för att fungera. Medan Bobo är borta har Racke tillverkat en låtsasflaxkikare och gjort sig till kung över Storskogen. (uppgifter om manusförfattare saknas) |
| 84/9   | Äventyret på Gorillaön         | Frasse är tillfångatagen av gorillor, så han ritar en karta i sin bur och skickar den med en fågel till Bobo. Bobos flaxkikare går sönder när han ska flaxa sig till Frasse och Verkarn kan inte laga den på mindre än 1 vecka, så de får låna en luftballong istället. Bobo, Mickel och två gnuttar lyckas sedan rädda Frasse och hitta vägen hem med hjälp av Hasse Fiskmås. (Manus: Göran F:son Ek) |
| 84/9   | Klara flyttar till stan        | Klara kommer på att hon trivs bättre i stan. På sin födelsedag får Klara en dockvagn och får flytta hem till flickan Lisa. (Manus: Mona Ryberg) |
| 84/9   | När Verkar'n kom till skogen   | Bobo, Gnutten och Frasse hör oljud i skogen. Det är Verkarn och hans pojkar Nubb och Stubb som bygger ett hus. Racke försöker förstöra bygget. (Manus: Göran F:son Ek) |
| 84/10  | Hur Bobo kom till Storskogen!  | Bobo får för sig att åka på den å, i en kista, som finns hemma i droppstensgrottan där han bor med mamma och pappa, på samma sätt som farbror Tobbe Trollbjörn gjorde en gång. Via olika vägar, under vilket Bobo bland annat finner Tobbes dagbok, hamnar Bobo hos Skummisarna, där han får hjälp att rymma av Råttilia, för att sedan bo hemma hos henne tills han vuxit upp. (Manus: Göran F:son Ek) |
| 84/10  | Det farliga cirkuslejonet!     | Lejonet Leo rymmer från cirkus och sväljer flera av storskogens invånare, inklusive Bobo och Racke. Bobo lyckas rädda dem med hjälp av sin fjäder. Verkarn lär sedan lejonet att äta frukt och grönsaker. (Manus: Peter Sparring) |
| 84/11  | Mysteriet med skogens prins    | Verkarn bygger ett hus, en trädkoja, till skogens nya invånare. Skummisarna försöker lura till sig huset genom att låtsas att de är den nye skogsinvånarens privata sjuksystrar. (Manus: Mona Ryberg) |
| 84/11  | Det otroliga mötet             | Bobo råkar ut för diverse olyckor, bland annat blir han tillfångatagen av Skummisarna, men han får hjälp en av främling. |
| 84/11  | Välkommen Frida!               | Frida, som vandrat ifrån andra sidan av alla bergen och sjöarna, bosätter sig i trädkojan och det blir kalas. Dock visar det sig att Frida inte gillar gurkor. |
| 84/12  | Bobo och bergatrollet          | En dag hämtar Bobo sin flaxkikare som legat på laddning. I bergen finner han och gnutten en bergsmotor. När Bobo äter den blir han fnoskig i huvudet och faller nerför ett stup och gnutten måste hjälpa honom. |
| 84/12  | Råttilia berättar              | Bobo och Frida gästar Råttilia och får höra en historia om när hon var på grevens stora julmiddag. (Uppgifter saknas) |
| 84/12  | Bobo och svarta spöket         | Bobo får ett paket ifrån Resare-Frasse. Samtidigt klär Racke och Micke ut sig och skrämmer skogens invånare. Men med innehållet i packetet kan Bobo och Frida skrämmas tillbaka. |
| 84/13  | Bobo och det stora julkalaset  | Racke klär ut sig till tomte och stjäl tomtens släde, så Bobo får, mitt i julkalaset, rycka ut med sin flaxkikare. |
| 84/13  | Skummisarnas julklappsbekymmer | När Öhrnie gjort en julklapp till Zork och Rådis, ger sig de andra ut för att finna en klapp till honom. De finner en bil som tillhör Verkarn och träffar även på Elmer som ger dem ett rim. |
| 84/13  | Gnuttarnas julafton            | Gnutten har gjort paket till alla i Gnuttbyn och klär ut sig till tomte och åker dit och räddar julen. |
| 84/13  | På julafton                    | Efter att julen har firats tar Bobo en gurksmörgås, en glas daggdroppssaft och läser en mysig bok framför brasan. |